# Poilcourt-Sydney
Poilcourt-Sydney település Franciaországban, Ardennes megyében. Lakosainak száma 169 fő (2022. január 1.). Poilcourt-Sydney Brienne-sur-Aisne, Houdilcourt, Vieux-lès-Asfeld, Auménancourt és Saint-Étienne-sur-Suippe községekkel határos.

## Népesség
A település népességének változása:
| Lakosok száma | 174  | 155  | 150  | 158  | 182  | 178  | 181  | 176  | 174  | 169  |
|               | 1968 | 1982 | 1990 | 2006 | 2013 | 2015 | 2017 | 2019 | 2020 | 2022 |